# 紙コップ

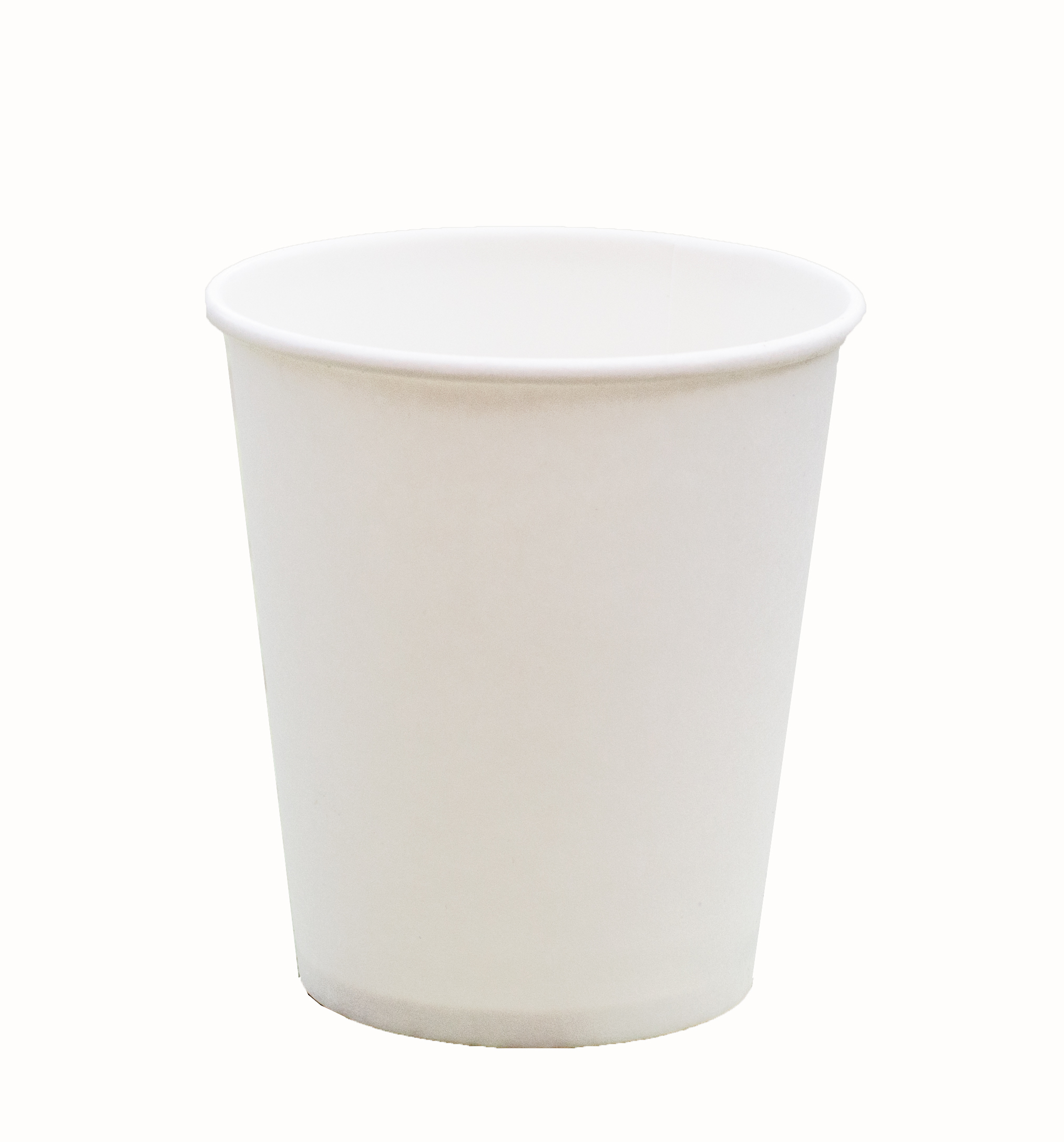
紙コップ

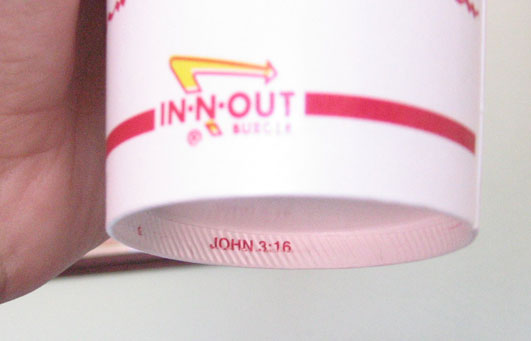
紙コップの下部（In-N-Out Burger）

紙コップ（かみコップ、英: Paper cup）は、飲料水などを入れるための、使い捨ての紙製コップ。円錐台を逆さにした形をしているものがほとんどで、スタッキング（積み重ね）が可能である。
耐水用にごく薄いポリエチレンが貼られているものもある。ポリエチレンは加熱によって110°C前後で溶け出すこともあり、電子レンジ・オーブン・オーブントースターなどでの使用は推奨されていない。

## 歴史・用途
起源は20世紀初頭のアメリカ合衆国とされている。それは1908年にヒュー・ムーアによって飲料水販売機用に作られたもので、後に「デキシー・カップ」という商品名で販売され普及していった。当時、結核菌蔓延防止のため、カンサス州で列車内をはじめとする公共の「ブリキ製共同コップ」の使用が禁止され、他の州でも共同コップ使用の禁止がされていったという背景もある。
日本製のものは、飲料用でなくアイスクリーム用から始まったといわれる。古いものでは、東洋製罐が1930年に、アイスクリーム用紙コップの原形ともいえる「紙製アイスクリーム容器製造機」を開発し、実用新案を公告した。日本の飲料用紙コップは1950年代から、劇場・野球場・遊園地などで使用されるようになった。さらに1964年の東京オリンピックや1970年の日本万国博覧会（大阪万博）の会場で使用されたことで普及が進んだ。
自動販売機、花見、ポップコーン、検尿、糸電話などにも用いられる。1970年のよど号ハイジャック事件では、メモ代わりとして機内外の情報連絡手段として活用された。

## 種類
以下のようなものがある。
- 封筒型紙コップ（開通した1964年、東海道新幹線の車内冷水器に丸ノ内紙工が納入[6]）
- 取っ手つき（コーヒーなどホットドリンク用）
- 発泡断熱紙コップ（凹凸加工で外面にもポリエチレンを使用）
- 小型サイズのもの

## ギャラリー

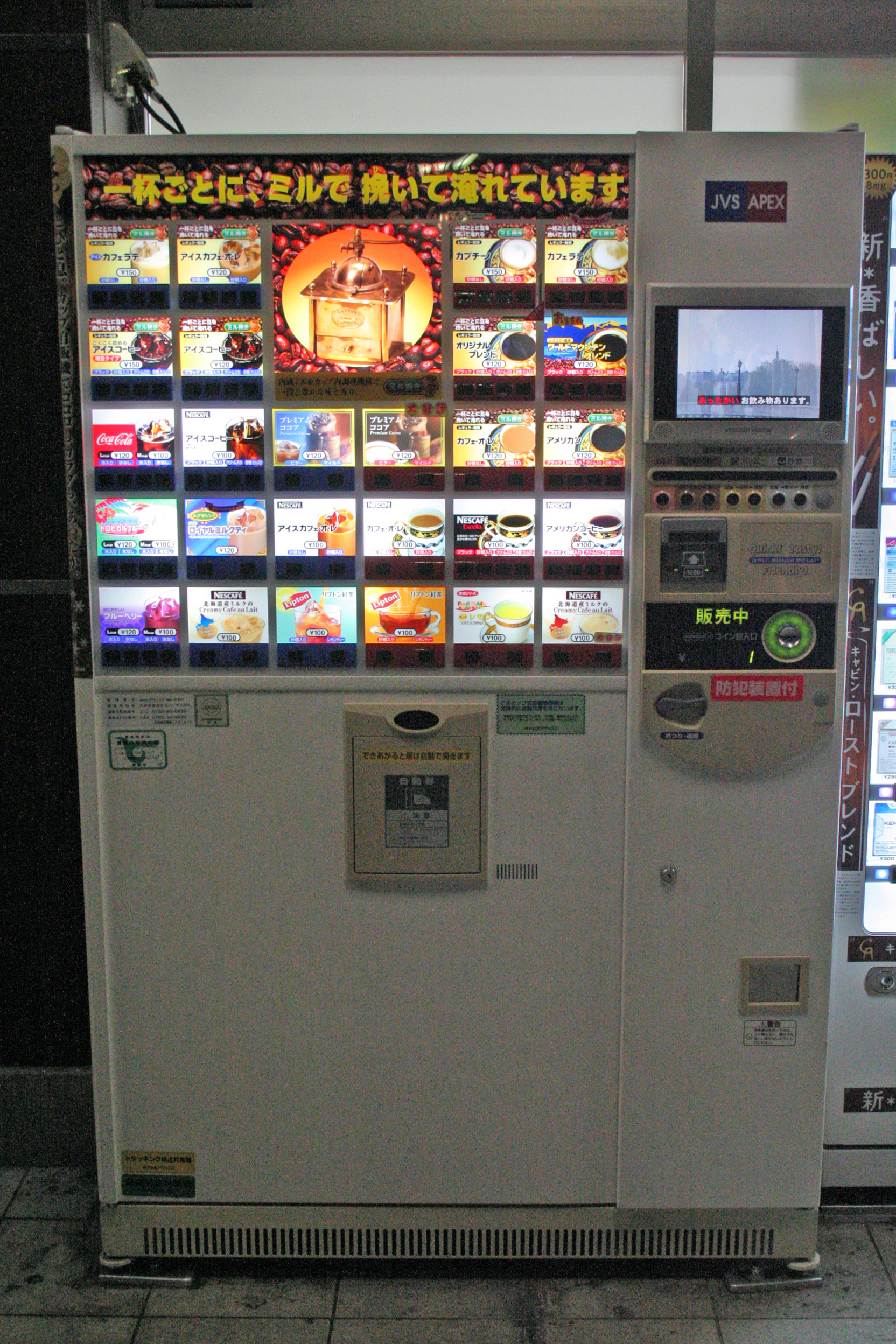
自販機 1
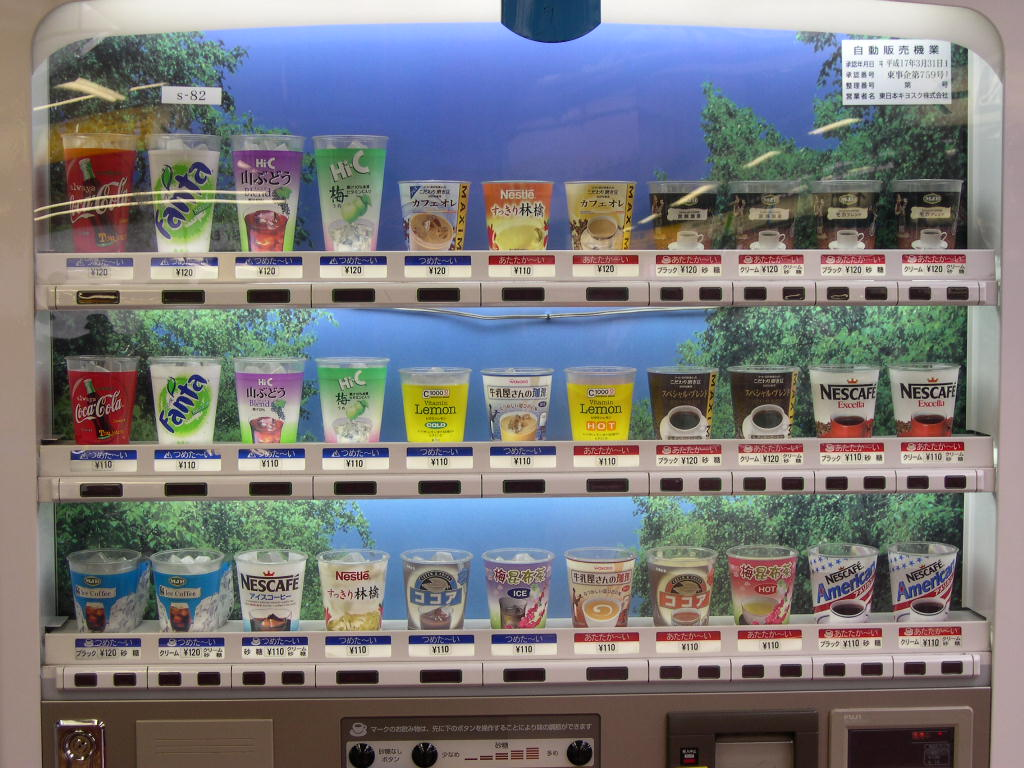
自販機 2
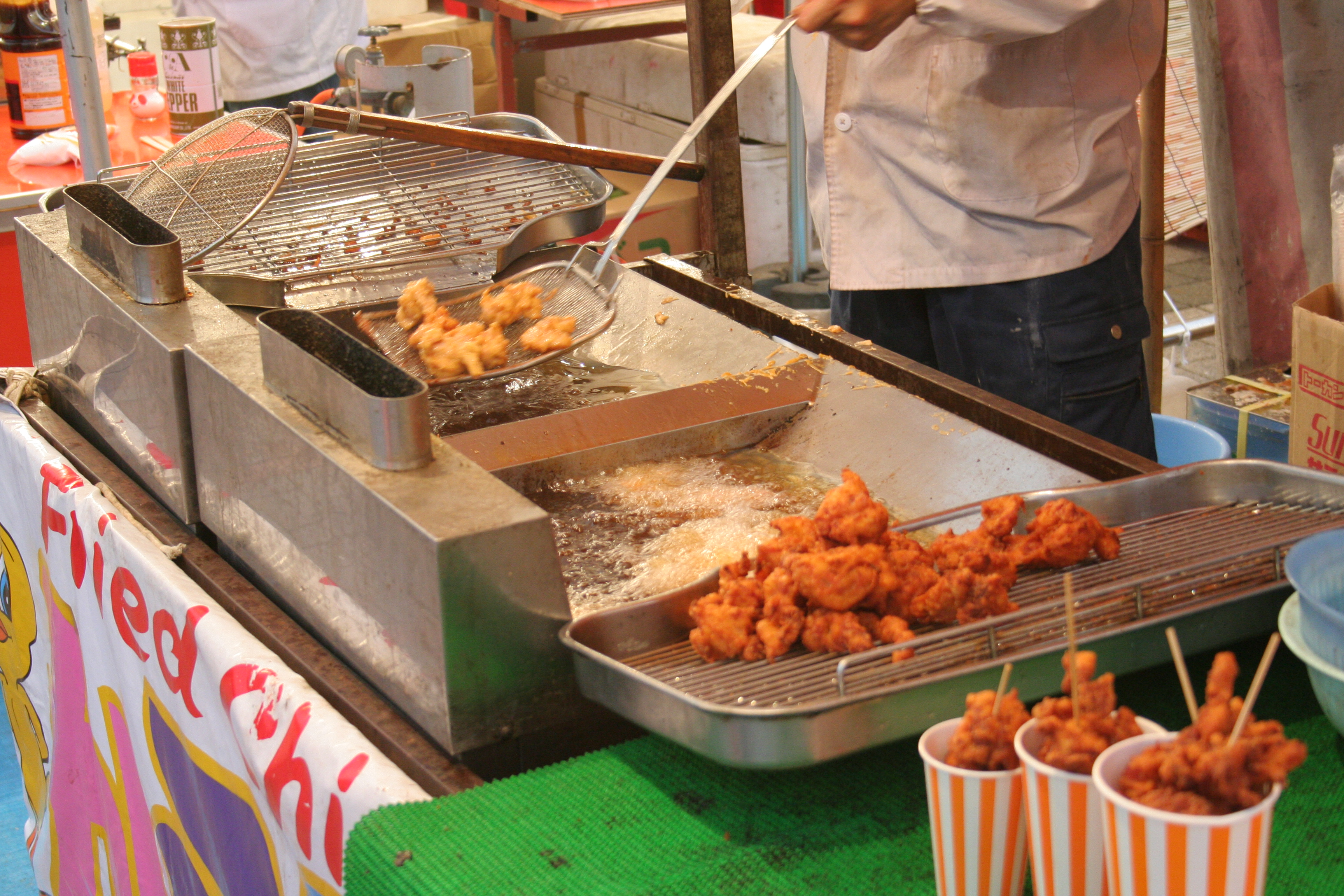
から揚げ（姫路ゆかたまつり）
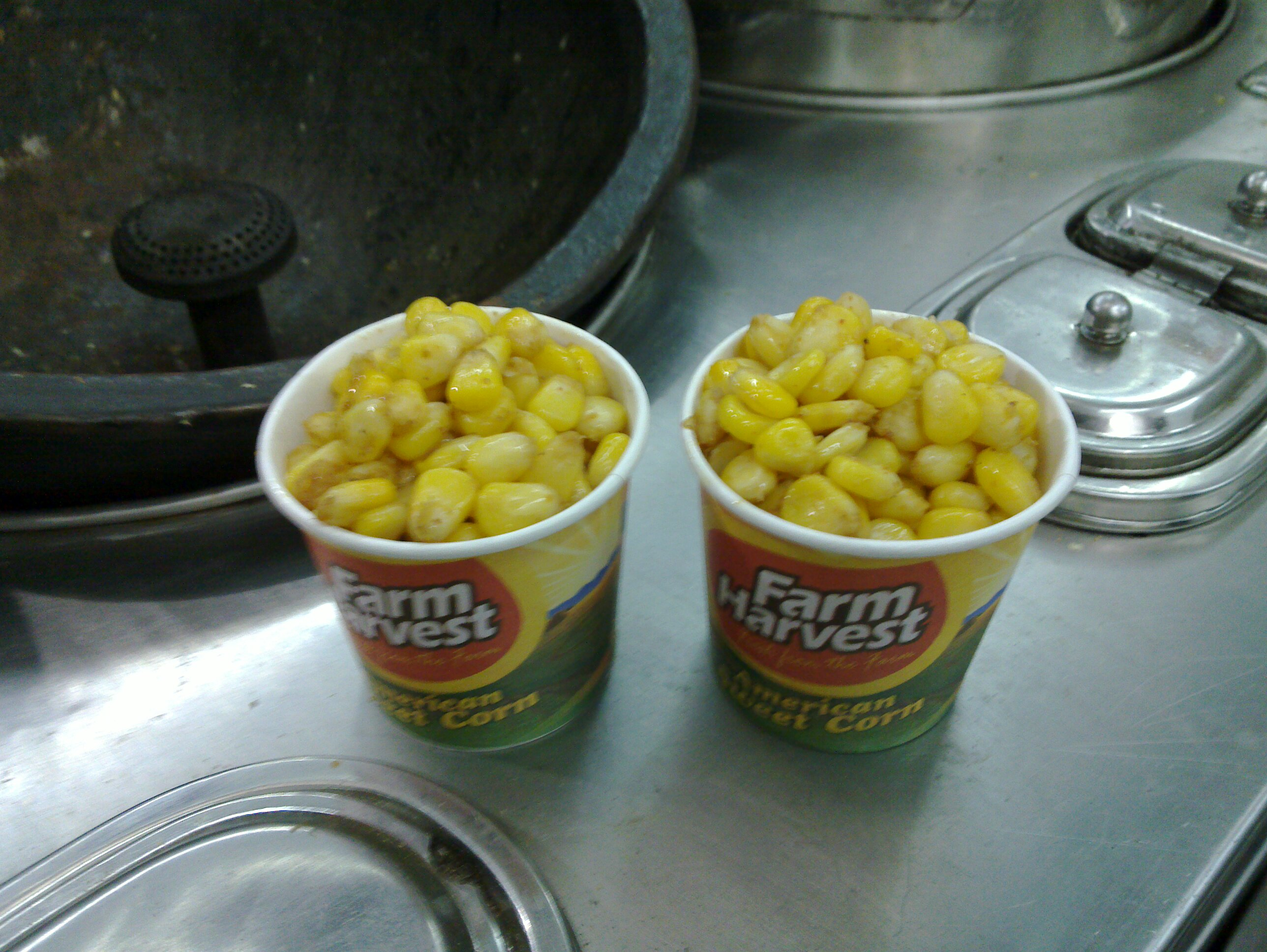
スイートコーン
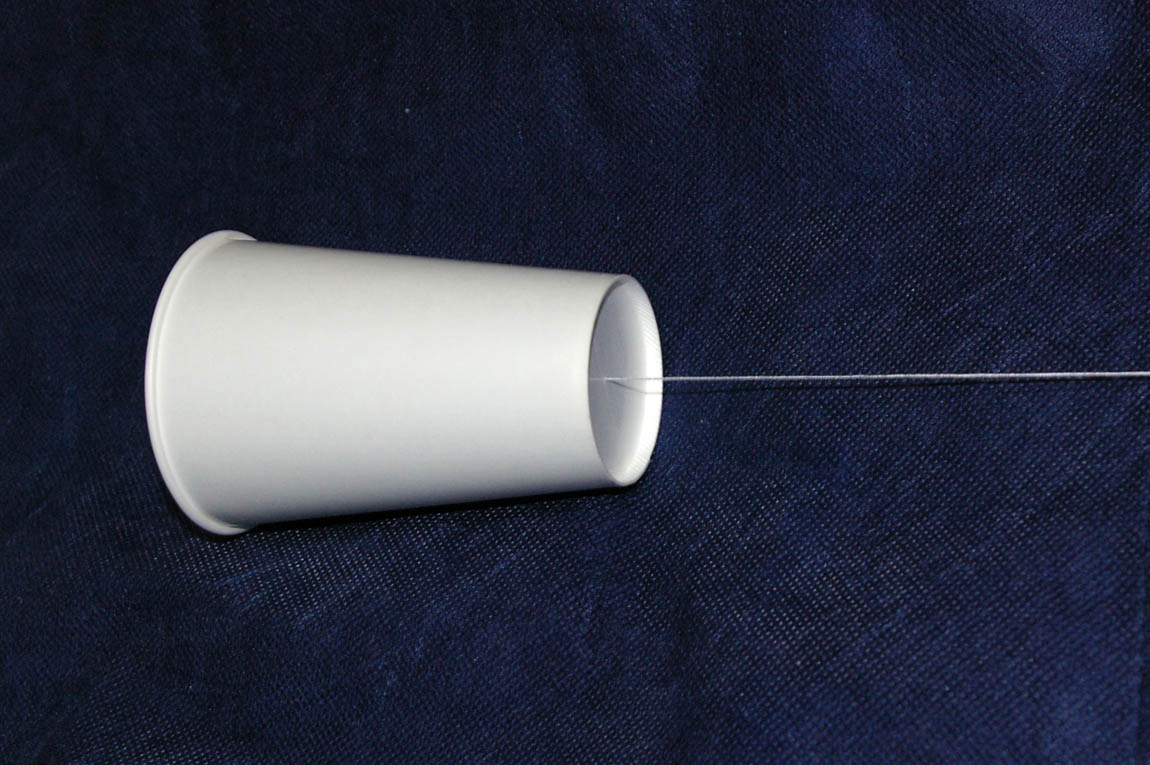
糸電話
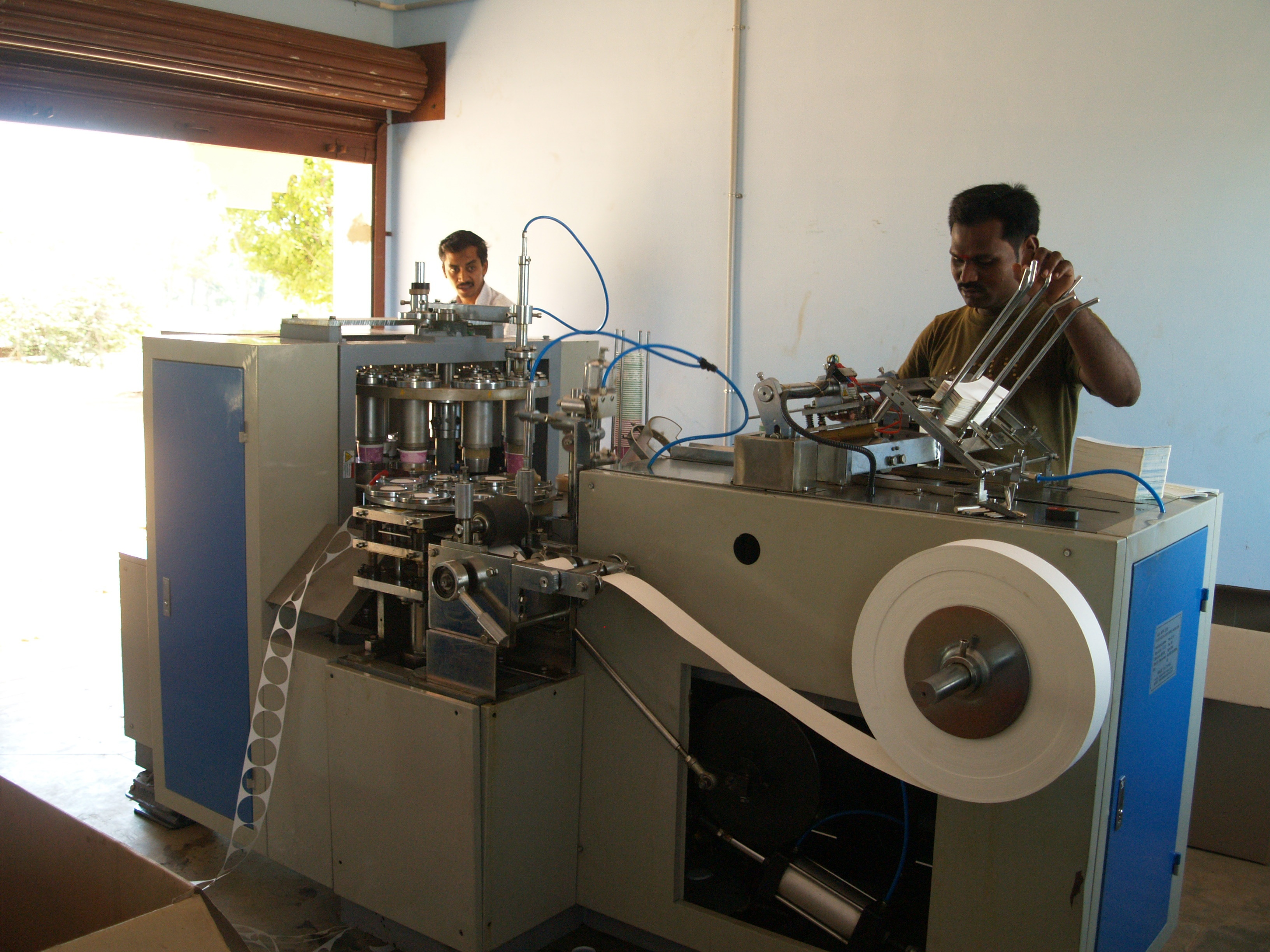
製造機械 2